# Seznam českých filmových pohádek
Toto je seznam československých a českých filmových a televizních pohádek od roku 1922 až do současnosti. Seznam není kompletní.

## 100
- 100 + 1 princezna (2006)

## ...
- ...a zase ta Lucie! (TV film – 1984)

## A
- A co ten ruksak, králi? (1985)
- Abaj a Žabaj (1988)
- Anděl (2011)
- Anděl Páně (F – 2005)
- Anděl Páně 2 (F – 2016)
- Anička s lískovými oříšky (TV film – 1993)
- Anynka a čert (TV film – 1984)
- Arabela (TV seriál – 1979)
- Ariadnina nit (TV film – 1992)
- Ať přiletí čáp, královno! (TV film – 1987)
- Ať žijí duchové! (F – 1977)
- Až já budu královna (TV film – 1984)
- Až kohout snese vejce (TV film – 2005)
- Až přijde kocour (F – 1963)

## B
- Balónová pohádka (1987)
- Bedna s datlemi (TV film – 1998)
- Berenika (F – 1989)
- Berenika stříhá vlasy (TV film -1997)
- Bezvousák a princezna Kamila (TV film -1994)
- Bílá kočička (TV film – 1979)
- Blaťácká povídačka (1977)
- Blankytná pohádka (1986)
- Boháč a chudák (TV film – 2005)
- Brnění a rolničky (TV film – 2001)
- Bronzová koruna (TV film – 1997)
- Bůh ví... (TV film – 2002)
- Byl jednou jeden král (F – 1954)

## C
- Cesta do pekla a zpátky (TV film – 1996)
- Císař a tambor (TV film – 1998)
- Císařovy nové šaty (F – 1993)
- Císařův pekař – Pekařův císař (TV film – 1951)
- Co poudala bába Futeř (1983)
- Co takhle svatba, princi (TV film – 1985)
- Cyprián a bezhlavý prapradědeček (TV film – 1997)

## Č
- Čarodějné námluvy (TV film – 1997)
- Čarovný kamínek (TV film, ČR, SK 2019)
- Černobílá pohádka (TV film – 1994)
- Černokněžník (TV film – 1997)
- Černovláska (TV film – 1988)
- Čert na zemi (1975)
- Čert ví proč (F – 2003, česko-německo slovenská koprodukce)
- Čerte, drž se svého kopyta! (TV film – 1998)
- Čerte, tady straší! (TV film – 1998)
- Čertí brko (film – 2018)
- Čertova nevěsta (TV film – 1975)
- Čertova nevěsta (F – 2011)
- Čertova skála (film) (TV film – 1988)
- Čertoviny (film – 2017)
- Čertovská poudačka (1966)
- Čertův švagr (TV film – 1974)
- Červánková královna (1982)
- Červený kamínek (TV film – 1997)
- Česká muzika (TV film – 1993)
- Člověk, leopard, pes a opice (F Anim – 2006)
- Čarovné dědictví (film – 1985)
- Čarovné prstýnky (TV film – 1978)

## D
- Dalskabáty, hříšná ves aneb Zapomenutý čert (TV film – 1976)
- Darmošlap z Nemanic a princezna Terezka (1983)
- Darounická poudačka (1964)
- Dařbuján a Pandrhola (F – 1959)
- Dceruška Růže (TV film – 1998)
- Dědo, čaruj (TV film – 1996)
- Dešťová víla (F – 2010)
- Deváté srdce (F – 1978)
- Dick Whittington (TV film – 1993)
- Dilino a čert (TV film – 2009)
- Dívka na koštěti (F – 1971)
- Dobro a zlo (1989)
- Dřevěná Marika (TV film – 2000)
- Duhová hora (TV film – 1994)
- Duhová panna (F – koprodukce ČR-SK – 2000)
- Duch času (TV film – 1990)
- Duch nad zlato (TV film – 2013)
- Dům U Zlatého úsvitu (TV film – 2009)
- Dva Janové a ovečka (1992)
- Dvanáct měsíčků (F – 1992)
- Dvanáct měsíčků (F – 2012)
- Dvojčata (1988)

## Ď
- Ďábelské klíče (TV film – 1995)

## F
- Fišpánská jablíčka (TV film – 2008)
- Fousatá pohádka (TV film – 1963)
- Františka aneb O zelených svících a Černé Matce Boží (TV film – 1998)
- Fredy a Zlatovláska (TV film – 2008)
- Freonový duch (1991)

## H
- Hamernická povídačka (1975)
- Hastrmanská povídačka (1978)
- Hedvábí a slzy (1988)
- Hejkal (1978)
- Hejkalka (TV film – 1998)
- Hodina splněných přání (TV film – 1983)
- Hodinářův učeň (TV film, ČR, SK 2019)
- Honza a tajemná Hastroška (1987)
- Honza a tři zakleté princezny (TV film – 1984)
- Honza málem králem (F – 1977)
- Hospoda U Bílé kočky (TV film – 2008)
- Hrad stínů (TV film – 1995)
- Hrátky s čertem (F – 1956)
- Hvězda života (TV film – 1998)
- Hvězdopravcův dar (TV film – 1994)

## Ch
- Chán Sulejmán a víla Fatmé (F – 1985)
- Chladné srdce (TV film – 1996)
- Chytrá princezna (TV film – 1984)
- Chytrost má děravé šaty (1974)

## J
- Já nechci být víla! (1978)
- Jak chutná láska (TV film – 2002)
- Jak Jaromil ke štěstí přišel (TV film – 1982)
- Jak přišli kováři k měchu (TV film – 1998)
- Jak se budí princezny (F – 1977)
- Jak se Franta naučil bát (F – 1959)
- Jak se Kuba stal mlynářem (TV film – 1996)
- Jak se Matěj učil čarodějem (TV film – 2000)
- Jak se mele babí hněv (TV film – 1986)
- Jak se peče štěstí (TV film – 1981)
- Jak se stal švec Dratvička tchánem pana krále (TV film – 1994)
- Jak se tančí brumbambule (TV film – 1985)
- Jak si nevzít princeznu (TV film – 2021)
- Jak si pan Pinajs kupoval od kocoura sádlo (TV film – 1996)
- Jak si zasloužit princeznu (F – 1994)
- Jak vyléčit Ježibabu (TV film – 1997)
- Jak vyženit z pekla štěstí (TV film – 1997)
- Jakub a Modřínka (TV film – 1996)
- Jamamba (1985)
- Janek nad Janky (TV film – 2003)
- Jediná na světě (TV film – 1995)
- Jeníček a Mařenka (TV film – 1999)
- Jestřábí moudrost (F – 1989)
- Jezerní královna (F – koprodukce ČR-Německo – 1998)

## K
- Kašpárek a Budulínek (1927)
- Kašpárek kouzelníkem (1927)
- Kašpárkovy rolničky (TV film – 1999)
- Kdo hledá, najde (TV film – 2007)
- Kdo probudí pindruše ...? (TV film – 1989)
- Kdyby byly ryby (2014)
- Když draka bolí hlava (TV film, ČR, SK – 2018)
- Klíč svatého Petra (TV film, ČR – 2023)
- Klobouk, měšec a láska (TV film – 1986)
- Kočičí princ (TV film – 1978)
- Kočičí princezna (2005)
- Koloběžka První (TV film – 1982)
- Korunní princ (TV film – 2015)
- Kouzelná tetička Valentýna (2010)
- Kouzelnice (TV film – 1997)
- Kouzelník Žito (TV film – 2018)
- Kouzelný bolehoj (TV film – 1997)
- Kouzelný domeček (TV film – 1960)
- Kouzelný měšec (F – koprodukce ČR-Německo – 1996)
- Kouzelný šíp (TV film – 1998)
- Kouzla králů (TV film – 2008)
- Kovář z Podlesí (2013)
- Král Drozdí brada (F – 1984)
- Král ozvěny (TV film – 1999)
- Král sokolů (F – koprodukce ČR-SK-PL-Maďarsko – 2000)
- Královna štěstí (1989)
- Královny kouzelného lesa (TV film – 1998)
- Královský slib (F – 2001)
- Království květin (F – 1993)
- Království potoků (TV film – 2005)
- Království stromů (TV film – 1989)
- Krása (1976)
- Kráska a netvor (TV film – 2002)
- Kryštof a Kristina (TV film – 1993)
- Křesadlo (TV film – 1968)
- Křesadlo (TV film – 2004)
- Křišťálek meč (TV film – 2007)
- Kulihrášek a zakletá princezna (TV film – 1995)
- Květuška a její zahrádka (TV film – 1993)

## L
- Labakan (F – 1956)
- Láďo, ty jsi princezna! (1979)
- Láska rohatá (F – 2008)
- Legenda o lásce (F – 1956)
- Lesní panna (TV film – 1973)
- Létající Čestmír (TV seriál – 1983)
- Lojzička je číslo (TV film – 2006)
- Lolinka a knírač (TV film – 1998)
- Lotrando a Zubejda (F – koprodukce ČR-Bulharsko-FR – 1996)
- Lucie, postrach ulice (TV film – koprodukce ČSSR-NSR – 1983)

## M
- Malá mořská víla (F – 1976)
- Marie Růžička (TV film – 1994)
- Micimutr (F – 2011)
- Modrá krev (TV film – 1995)
- Modrý pták (TV film – 1993)
- Mořská brána (TV film – 1993)

## N
- Nasredin (TV film – 1984)
- Návrat cínové hole (TV film – 2006)
- Nebe a Vincek (TV film – 2008)
- Nebojsa (F – 1988)
- Nejkrásnější hádanka (F – 2007)
- Nejlepší přítel (TV film – 2017)
- Nejrychlejší Matěj na světe (F – 2011)
- Největší dar (TV film - 2022)
- Neklejte, princi (TV film – 1993)
- Není houba jako houba (TV film – 1996)
- Nepovedený čert (TV film – 2016)
- Nesmělý Mikeš (TV film – 2007)
- Nesmrtelná teta (F – 1993)
- Nevěsta pro Paddyho (TV film – 1999)
- Nevěsta s nejkrásnějšíma očima (1975)
- Nevěsta s velkýma nohama (TV film – 2002)
- Nezbedná pohádka (F – 1976)
- Noční mora (TV film – 1993)

## O
- O bílé paní (TV film – 2008)
- O bílé princezně (F animovaný – 1981)
- O bojácném Floriánkovi (TV film – 1999)
- O dívce, která šlápla na chléb (TV film – 2007)
- O čarovné Laskonce (1989)
- O Držgrešlovi a Drždukátovi (TV film – 1997)
- O falešných muzikantech (1987)
- O hloupé havířce (TV film – 1990)
- O hloupé ženě (1968)
- O hloupém Matějovi (1969)
- O holiči a barvíři (TV film – 1996)
- O Honzovi a Barušce (1977)
- O Honzovi a princezně Dorince (TV film – 1985)
- O Honzovi a princezně Félince – (1968)
- O houbovém Kubovi a princi Jakubovi (TV film – 1986)
- O hruškách ušatkách a jablíčku parohátku (1979)
- O chytré princezně (1966)
- O chytrém Honzovi aneb Jak se Honza stal králem (TV film – 1985)
- O chytrém šachovi (TV film – 1983)
- O Janovi a podivuhodném příteli (F – 1990)
- O Ječmínkovi (TV film – 2003)
- O Johance s dlouhými vlasy (TV film – 1998)
- O kominickém učni a dceři cukráře (2006)
- O kouzelné lahvi (2019)
- O kouzelné píšťalce (1986)
- O kouzelné šišce (1989)
- O kouzelném zvonu (F Anim – 1998)
- O kouzelnici Klotýnce (1988)
- O kováři Básimovi (TV film – 1996)
- O králi, hvězdáři, kejklíři a třech muzikantech (TV film – 1996)
- O kumburské Meluzíně (TV film – 1995)
- O labuti (1982)
- O léčivé vodě (TV film – 2020)
- O malíři Adamovi (2006)
- O malířské Lidušce (1977)
- O medvědu Ondřejovi (F – 1959)
- O modrém ptáčku (TV film – 1998)
- O moudré Sorfarině (TV film – 1995)
- O mrňavém obrovi (TV film – 1996)
- O myrtové panně (TV film – 1992)
- O nejchytřejší princezně (TV film – 1987)
- O Nesytovi (TV film – 1994)
- O Palečkovi (TV film – 1955)
- O perlové panně (F – 1997)
- O perníkové chaloupce (TV film – 2007)
- O podezíravém králi (TV film – 1989)
- O pokladech (TV film – 2012)
- O Popelákovi (F – 1986)
- O princezně Furieně (animovaný 1986)
- O princezně Jasněnce a létajícím ševci (F – 1987)
- O princezně na klíček (TV film – 1987)
- O princezně se zlatým lukem (TV film – 2002)
- O princezně solimánské (TV film – 1984)
- O princezně z Rimini (TV film – 1999)
- O princezně, která nesměla na slunce (TV film – 1985)
- O princezně, která nesměla na slunce (TV film – 1996)
- O princezně, která pořád vařila (TV film – 1967)
- O princezně, která ráčkovala (TV film – 1986)
- O princezně, měsíci a hvězdě (TV film – 1996)
- O princi Janovi a princezně Marfušce (TV film – 1974)
- O princi Truhlíkovi (TV film – 1996)
- O princi, který měl o kolečko víc (1992)
- O pyšném panovníkovi (TV film – 1998)
- O Rozárce a zakletém králi (TV film – 1985)
- O Radkovi a Mileně (TV film – 1990)
- O rybáři a rybce (TV film – 1986)
- O smutné princezně (animovaný 1991)
- O spanilé Jašince (TV film – 1997)
- O spící princezně, šípkových růžích a uražené víle (TV film – 1983)
- O statečné princezně Janě (TV film -1978)
- O statečném kováři (F – 1983)
- O stříbrném a zlatém vajíčku (1981)
- O stříbrném kamínku (1976)
- O svatební krajce (TV film – 2003)
- O Šedivákovi (TV film – 1995)
- O Šípkové Růžence (TV film – 2006)
- O štěstí a kráse (TV film -1986)
- O Terezce a paní Madam (1976)
- O třech rytířích, krásné paní a lněné kytli (1996)
- O uloupené divožence
- O vánoční hvězdě (TV film – 2020)
- O vílách Rojenicích (TV film – 1997)
- O vodě, lásce a štěstí (TV film – 1981)
- O zakleté princezně (TV film – 1979)
- O zakletém hadovi (TV film – 1983)
- O zámku v podzemí (TV film – 1998)
- O zasněné Žofince (1995)
- O zatoulané princezně (F – 1987)
- O závojích bez nevěst (TV film – 1983)
- O zázračné mouše (TV film – 1993)
- O zázračném květu (1922)
- O zlatém pokladu (TV film – 1994)
- O zlé a dobré vodě (TV film – 1997)
- O ztracené lásce (2001)
- O ztracené kuchařce (1986)
- Obušku, z pytle ven! (F – 1955)
- Omyl děda Vševěda (TV film – 1995)
- Otesánek (F – 2000)

## P
- Pán a hvezdár (TV film – 1959)
- Pán hradu (TV film – 1999)
- Paní Mlha (TV film – 2000)
- Panna a netvor (F – 1978)
- Pekelná maturita (TV film – 2003)
- Peklo s princeznou (F – 2009)
- Perníková chaloupka (1927)
- Perníkový dědek (TV film – 1983)
- Plaváček (TV muzikálová pohádka – 1986)
- Plášť pro vítr (TV film – 1979)
- Pohádka aneb Na pytel se sahat nebude (TV film – 2009)
- Pohádka o Faustovi (TV film – 1995)
- Pohádka o Honzíkovi a Mařence (1980)
- Pohádka o houslích a viole (TV film – 2005)
- Pohádka o lidech a Boží lékárně (TV film – 1995)
- Pohádka o lidské duši (1986)
- Pohádka o splněných přáních (TV film – 1994)
- Pohádka o věrnosti (TV film – 1993)
- Pohádka z ostrova Man (TV film – 2002)
- Pohádka z větrného mlýna (TV film – 1996)
- Pohádkové noviny (TV film – 1962)
- Pohádky tisíce a jedné noci (1974)
- Poklad na Sovím hrádku (TV film – 2004)
- Poklad pod Černou hláskou (1975)
- Poklad Ptačího ostrova (1952)
- Popelka (1929)
- Popelka (TV film – 1969)
- Poslední kouzlo (TV film – 2006)
- Poslední slovo (TV film – 1995)
- Pošťácká pohádka (TV film – 1981)
- Potůček a Temné jezero knížete Vodomora (TV film – 2009)
- Poutníci (TV film – 1995)
- Povídavá pohádka (1989)
- Pravý rytíř (TV film – 2016)
- Princ a Večernice (F – 1978)
- Princ Bajaja (F – 1971)
- Princ Hněvsa (1989)
- Princ z pohádky (TV film – 1995)
- Princezna a písař (TV film – 2014)
- Princezna a půl království (TV film – 2019)
- Princezna Duše (TV film – 1991)
- Princezna Kazi (1989)
- Princezna Pampeliška (1967)
- Princezna se zlatou hvězdou (F – 1959)
- Princezna Slonbidlo (F – 1990)
- Princezna za tři koruny (TV film – 1997)
- Princezna zakletá v čase (F – 2020)
- Princezna zakletá v čase 2 ((F -2022)
- Princezna ze mlejna (F – 1994)
- Princezna ze mlejna 2 (F – 2000)
- Princové jsou na draka (TV film – 1980)
- Probuzená skála (TV film – 2003)
- Prsten a řetěz (TV film – 1996)
- Přání k mání (2017)
- Předeme, předeme zlatkou nitku (TV film – 1981)
- Přezůvky Štěstěny (1983)
- Příběhy staré Indie (TV film – 1994)
- Ptačí král (TV film – 1997)
- Pták Ohnivák (F – koprodukce ČR-Německo-1997)
- Pyšná princezna (F – 1952)

## R
- Rabín a jeho Golem (TV film – 1995)
- Radúz a Mahulena (1970)
- Restaurace U Prince (TV film – 2005)
- Róza, strážné strašidlo (TV film – 1994)
- Rozhodni, obraze krásný (TV film – 1988)
- Rozsudky soudce Ooky (TV film – 1988)
- Rudá Divuše (1991)
- Rumburak (F – 1984)
- Rumplcimprcampr (TV film – 1997)
- Růžový květ (1992)

## Ř
- Řachanda (film – 2015)
- Řád Saténových mašlí (TV film – 2000)

## S
- S čerty nejsou žerty (F – 1984)
- Saxána a Lexikon kouzel (F – 2011)
- Sazička pro štěstí (1982)
- Sedmero krkavců (TV film – 1993)
- Sedmero krkavců (F – 2015)
- Sedmipírek (TV film – 1985)
- Sen o krásné panně (TV film – 1995)
- Sen romského chlapce (F Anim – 2001)
- Sestřičky růží (TV film – 1980)
- Slané pohádky (TV seriál – 1984)
- Slavík (TV film – 1996)
- Slíbená princezna (TV film – 2016)
- Silák a strašidla (TV film – 1999)
- Slunečnice (TV film – 1985)
- Smůla (TV film – 1998)
- Sněhurka a sedm trpaslíků (1933)
- Sněžný drak (F – 2013)
- Sofie a ukradený poklad (TV film – 2008)
- Spravedlivý Bohumil (TV film – 1998)
- Stín (TV film – 1998)
- Strach má velké oči (TV film – 1980)
- Strašidla z Vikýře (1987)
- Strieborná Háta (TV film – koprodukce – ČR-SK – 2001)
- Stříbrný a Ryšavec (TV film – 1998)
- Svatojánský věneček (TV film – 2015)

## Š
- Šíleně smutná princezna (F – 1969)
- Škola princů (TV film – 2010)
- Škola ve mlejně (TV film – 2007)
- Šmankote, babičko, čaruj (F – 1998)
- Šťastný smolař (F – 2012)
- Štěstí krále Alfonse (TV film – 1996)
- Švec Janek v pohádkové zemi (TV film – 1979)

## T
- Tajemná truhla (TV film – 2006)
- Tajemný svícen (TV film – 2003)
- Tajemství Lesní země – TV film – 2006)
- Tajemství mořské panny (TV film – 1998)
- Tajemství staré bambitky (F – 2011)
- Tajemství staré bambitky 2 (F – 2022)
- Taneček přes dvě pekla (TV film – 1982)
- Tom v kozí kůži (TV film – 1999)
- Třeboňská pohádka (1982)
- Třetí noc pro čaroděje (TV film – 1994)
- Třetí princ (F – 1982)
- Tři bratři (F – 2014)
- Tři oříšky pro Popelku (F – 1973)
- Tři princezny tanečnice (TV film – 1984)
- Tři veteráni (F – 1983)
- Tři zlaté vlasy děda Vševěda (F – 1963)
- Tři životy (TV film – 2007)
- Tři srdce (2007)
- Ty, ty, ty, Moneti! (TV film – 1995)
- Tyran a dítě (F – 2000)

## V
- Vánoční panenka (TV film – 2004)
- Vápenička (TV film – 1995)
- Vašek Nešika a Šikulka Šikovná (TV film – 1998)
- Velká kočičí pohádka (TV film – 1983)
- Velká policejní pohádka (TV film – 1979)
- Velký dračí propadák (F – 1996)
- Víla z jeskyně zla (TV film – 1991)
- Vltavská víla (TV film – 1987)
- Vodnická čertovina (TV film – 1995)
- Vodník a Karolínka (TV film – 2010)
- Vodník a Zuzana (TV film – 1974)
- Vohnice a Kiliján (TV film – 2001)
- Vojtík a duchové (TV film – 1997)
- Vřesový trůn (TV film – 2006)

## Z
- Z pekla štěstí (F – 1999)
- Z pekla štěstí 2 (F – 2001)
- Za humny je drak (F – 1982)
- Začarovaná láska (TV film – 2007)
- Zachýsek, zvaný Rumělka (1990)
- Zakletá jeskyně (2022)
- Zakletá třináctka (TV film – 2004)
- Zakleté pírko (TV film 2019)
- Zakletý vrch (TV film – 1999)
- Zázračné meče (TV film – 2001)
- Zázračný nos (TV film – 2016)
- Zelený rytíř (TV film – 1993)
- Zimní víla (TV film – 1999)
- Zkřížené meče (TV film – 1998)
- Zlatá panna (1980)
- Zlatá princezna (TV film – 2001)
- Zlaté hejno (TV film – 1994)
- Zlaté kapradí (F – 1963)
- Zlatý ostrov (1990)
- Zlatník Ondra (TV film – 1995)
- Zlatovláska (F – 1973)
- Zlatý chléb (TV film koprodukce – ČR-SK – 2001)
- Zlatý copánek (TV film – 1988)
- Zlatý klíček (1922)
- Zlatý květ (1929)
- Zmatky kolem Katky (1990)
- Ztracený princ (TV film – 2008)
- Zvědavý osel (TV film – 1997)
- Zvon Lukáš (TV film – 2002)
- Zvonící meče (TV film – 2000)